# Marc Fabi Vibulà (cònsol 483 aC)
Marc Fabi Vibulà (en llatí Marcus Fabius K. F. Vibulanus) va ser un magistrat romà. Era germà de Quint Fabi Vibulà, dues vegades cònsol i de Ceso Fabi Vibulà, cònsol tres vegades.
Va ser elegit cònsol l'any 483 aC amb Luci Valeri Potit. Va resistir els intents del tribuns de fer efectiva la llei agrària d'Espuri Cassi i com que els tribuns de la plebs impedien el reclutament de tropes, va traslladar els tribunals fora de la ciutat on els tribuns no tenien poder i sota violentes pressions va allistar un exèrcit i va fer la guerra contra els volscs sense resultat decisiu.
El 480 aC Fabi Vibulà va ser cònsol per segona vegada amb Gneu Manli Cincinnat i van fer la guerra a Veïs. Els dos cònsols estaven preocupats per la manca de disciplina dels soldats romans els darrers anys, motiu pel qual van intentar mantenir-los allunyats dels combats, en el marc de la coneguda com guerra Fàbia (483-476 aC). No obstant això, les repetides provocacions de la cavalleria etrusca els van obligar a fer-ho. Marc va exigir a aquells dels seus soldats que semblaven més disposats al combat que juressin retornar victoriosos, abans d'ordenar l'atac. Un cop iniciat, els soldats romans van lluitar amb gran valentia, sobretot després que Quint Fabi, germà del cònsol, fos mort en combat. Manli Cincinnat, que comandava l'ala oposada, va resultar greument ferit, i es va haver de retirar de la primera línia. Quan els seus homes van començar a retrocedir en desbandada, Marc Fabi va aparèixer per evitar una massacre, assegurant-los que el seu capitost no havia mort. Manli va ser capaç d'aparèixer per donar confiança als seus homes.
Els etruscs van aprofitar una pausa en els combats per atacar el campament romà, trencant les defenses dels reserves. No obstant això, quan els cònsols van saber que estaven atacant el seu campament, Manli es va desplaçar allí, va bloquejar les sortides i va envoltar als etruscs. Desesperats per fugir, els etruscos van assaltar les posicions del cònsol. En un primer moment, el foc romà va evitar la fugida dels etruscos, però una càrrega final va superar als homes de Manli, que va caure mortalment ferit. Les tropes romanes van tornar a entrar en pànic, però un dels oficials del cònsol caigut va retirar el seu cos i va deixar un camí perquè els etruscs poguessin fugir, permetent a més a Marc Fabi eliminar-los mentre escapaven.
Tot i que la batalla va ser una victòria molt important per Marc, la pèrdua del seu germà i la del seu col·lega va ser un fort revés, motiu pel qual va rebutjar el Triomf que li havia ofert el Senat romà.
Dionís d'Halicarnàs diu que va abdicar el consolat dos mesos abans de l'expiració al·legant les ferides rebudes. L'any 479 aC va acompanyar a la seva gens a l'establiment a la riba del Cremera. Dionís el presenta com a cap, però en realitat el cap va ser el seu germà Cesó i va morir amb ells en un atac dels etruscs probablement el 18 de juny del 477 aC.